# Acer sinense
Acer sinense — вид квіткових рослин з родини сапіндових (Sapindaceae).

## Опис
Дерева зазвичай 3–5 метрів заввишки, рідко до 15 метрів. Кора жовтувато-коричнева чи темно-коричнева, гладка. Гілочки тонкі, голі. Листя опадне: ніжка 3–5 см, міцна й гола; листкова пластинка 9–14 × 9–15 см, гола чи майже так за винятком пучків жовтуватих волосків у пазухах жилок, зазвичай 5-, рідко 7-лопатева; частки подовжено-яйцеподібні чи трикутно-яйцеподібні, край злегка пилчастий чи хвилястий крім як біля основи, верхівка загострена. Суцвіття поникле, верхівкове, волотисте, 5–7 см, багатоквіткове. Чашолистків 5, світло-зелені, яйцювато-видовжені чи трикутно-видовжені, злегка війчасті, верхівка ± загострена. Пелюсток 5, білі, довгасті або яйцеподібні. Тичинок 5–8, довші за чашолистки, у маточкових квіток дуже короткі. Плід жовтуватий, голий; горішки еліпсоїдні, сильно опуклі, 5–7 × 3–4 мм; крило з горішком 20–35 × 10–12 мм, крила розправлені гостро, тупо чи горизонтально. Квітне у травні, плодить у вересні.

## Поширення
Вид є ендеміком південно-центрального й південно-східного Китаю: Фуцзянь, Гуандун, Гуансі, Гуйчжоу, Хенань, Хубей, Сичуань.
Населяє ліси, долини; на висотах від 500 до 2500 метрів.

## Галерея

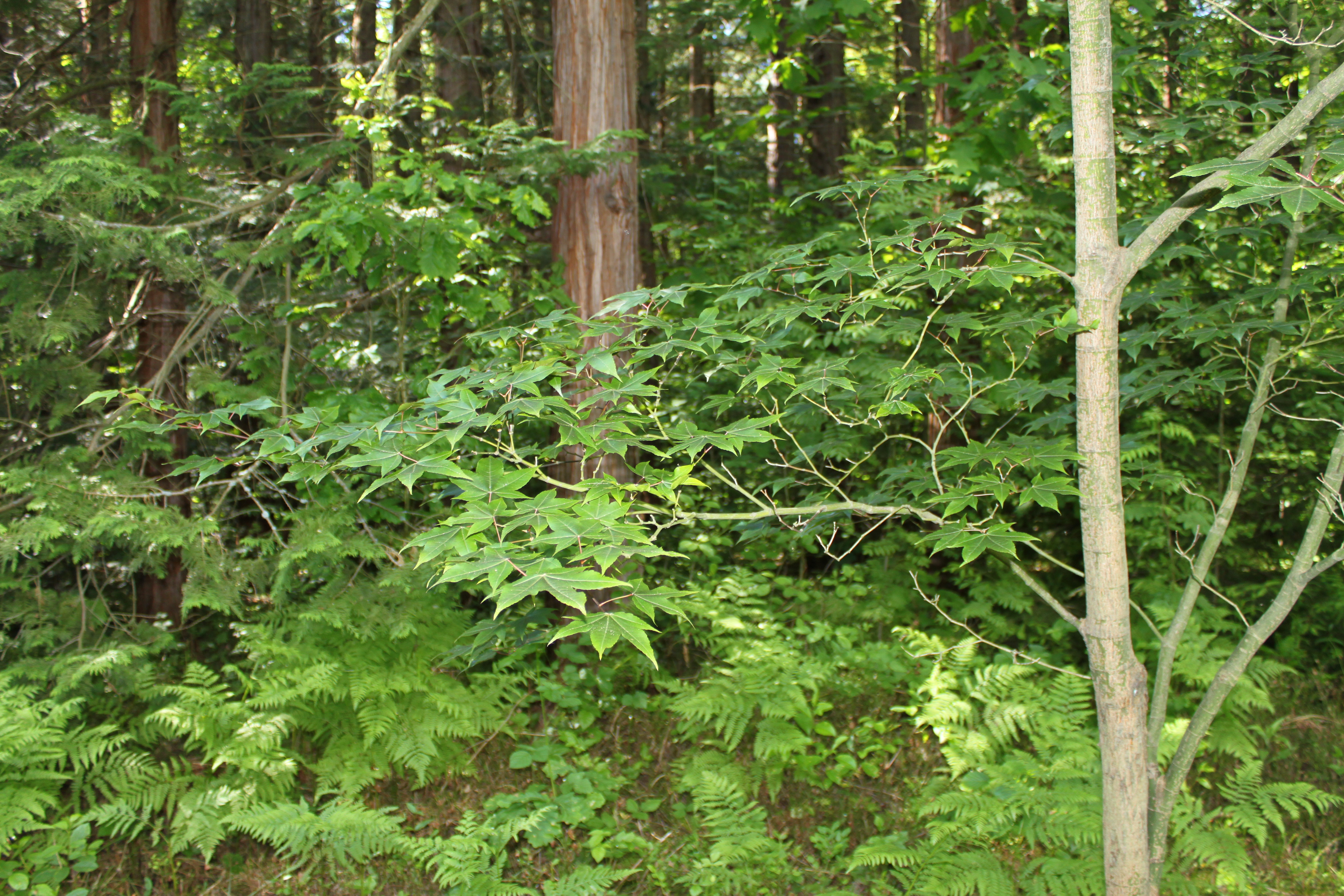
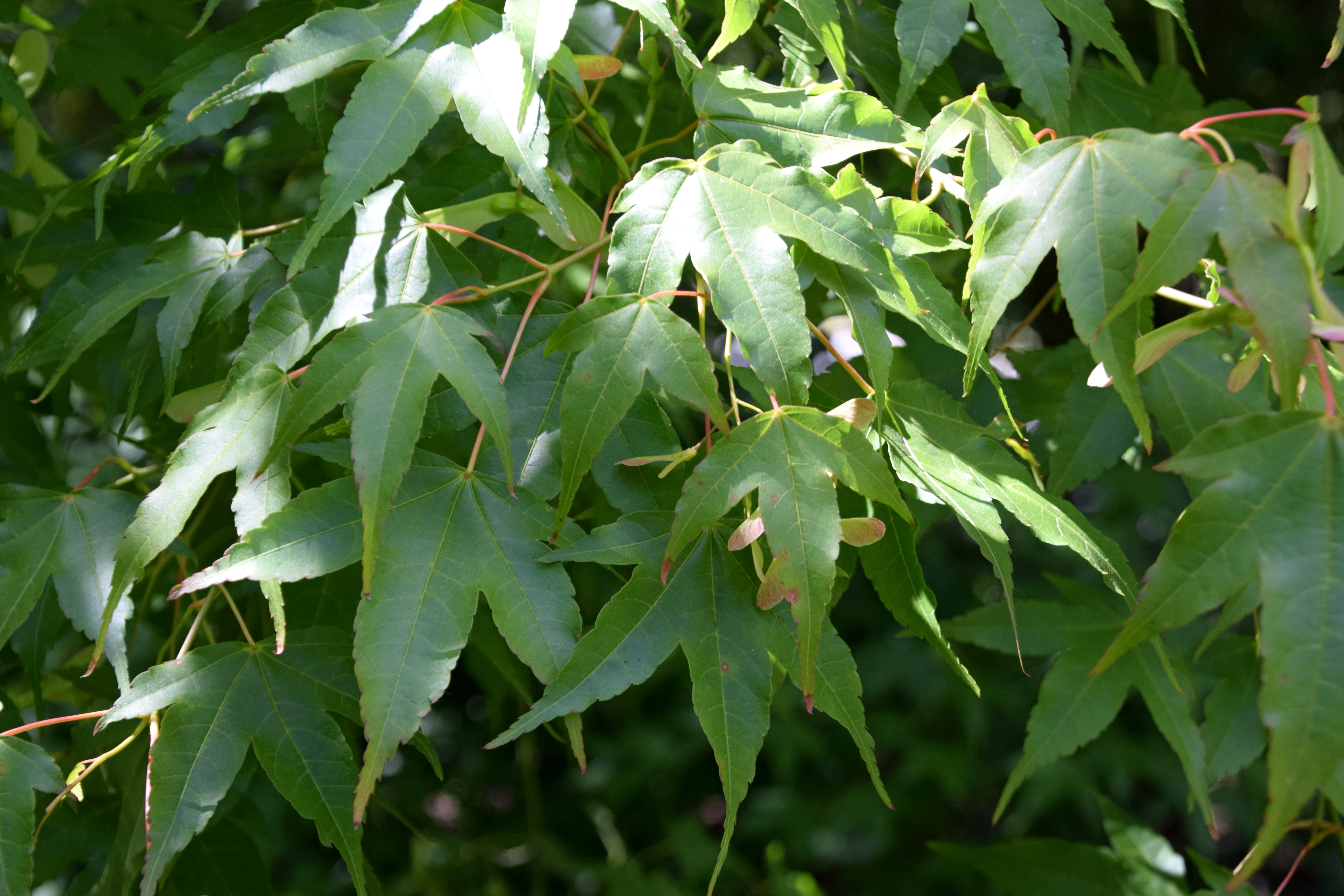